# Premio PEN/Malamud
Il Premio PEN/Malamud (PEN/Malamud Award and Memorial Reading) è un premio letterario statunitense assegnato annualmente ad autori statunitensi che si sono distinti nell'arte del racconto.
Istituito nel 1988 in onore di Bernard Malamud dai familiari dello scrittore, è amministrato dalla PEN/Faulkner Foundation e assegna al vincitore un premio di 5000 dollari.

## Albo d'oro
- 2024 - Ted Chiang[6]
- 2023 - Edwidge Danticat[7]
- 2022 - Yiyun Li[8]
- 2021 - Charles Baxter[9]
- 2020 - Lydia Davis
- 2019 - John Edgar Wideman
- 2018 - Joan Silber e Amina Gautier
- 2017 - Jhumpa Lahiri
- 2016 - Joy Williams
- 2015 - Deborah Eisenberg
- 2013 - George Saunders
- 2012 - James Salter[10]
- 2011 - Edith Pearlman
- 2010 - Edward P. Jones e Nam Le[11]
- 2009 - Alistair MacLeod e Amy Hempel
- 2008 - Cynthia Ozick e Peter Ho Davies
- 2007 - Elizabeth Spencer
- 2006 - Adam Haslett e Tobias Wolff
- 2005 - Lorrie Moore
- 2004 - Richard Bausch e Nell Freudenberger
- 2003 - Barry Hannah e Maile Meloy
- 2002 - Junot Díaz e Ursula K. Le Guin
- 2001 - Sherman Alexie e Richard Ford
- 2000 - Ann Beattie e Nathan Englander
- 1999 - T. Coraghessan Boyle
- 1998 - John Barth
- 1997 - Alice Munro
- 1996 - Joyce Carol Oates
- 1995 - Stuart Dybek e William Maxwell
- 1994 - Grace Paley
- 1993 - Peter Matthew Hillsman Taylor
- 1992 - Eudora Welty
- 1991 - Frederick Busch e Andre Dubus
- 1990 - George Garrett
- 1989 - Saul Bellow
- 1988 - John Updike